# Évelyne Perrin
Vous pouvez aider à l'améliorer ou bien discuter des problèmes sur sa page de discussion.
- Il ne cite pas suffisamment ses sources. Vous pouvez indiquer les passages à sourcer avec {{référence nécessaire}} ou {{Référence souhaitée}}, et inclure les références utiles en les liant aux notes de bas de page. (Marqué depuis février 2017)
- Sa forme n’est pas encyclopédique et ressemble trop à un curriculum vitæ. Modifiez le texte pour aider à le transformer en article neutre. (Marqué depuis février 2017)

- Archive Wikiwix
- Bing
- Cairn
- DuckDuckGo
- E. Universalis
- Gallica
- Google
- G. Books
- G. News
- G. Scholar
- Persée
- Qwant
- (zh) Baidu
- (ru) Yandex
- (wd) trouver des œuvres sur Wikidata

Évelyne Perrin, née le 31 octobre 1940, est une militante et sociologue française.

## Biographie
Diplômée de Sciences Po et en sciences économiques, elle a été chargée de mission « emploi-économie-territoires » au Plan Urbanisme Construction Architecture du Ministère de l'Équipement. Elle a animé plusieurs années des programmes de recherche à l'interface de l'évolution des territoires et des mutations du travail.
Évelyne Perrin est surtout connue pour ses engagements militants et ses livres d'analyse politique. Elle a été membre d'Agir ensemble contre le chômage ! de 1994 à 2012, elle a participé à la création de Stop précarité en 2001. Elle a également été membre du conseil scientifique d'ATTAC et adhérente à l'union syndicale Solidaires. Elle a contribué activement à d'autres projets, comme le réseau « Stop Stress management » en 2012, consacré à des débats entre salariés et chercheurs sur le harcèlement et la souffrance au travail ; ainsi que l'association « Sang pour sans » engagée aux côtés des sans emploi, sans logement, sans papiers.

### Ouvrages académiques
- Evelyne Perrin, Michel Peraldi, Réseaux productifs et territoires urbains, Toulouse, Presses Universitaires du Mirail, 1996
- Évelyne Perrin, Nicole Rousier (dir.), Ville et Emploi : le territoire au cœur des nouvelles formes du travail, La Tour d'Aigues, Éditions de l'Aube, coll. « Société et territoire », 2000, 426 p. (ISBN 978-2-87678-546-5) (préface de Jean Rémy ; postface de Saskia Sassen)
- Claude Lacour, Évelyne Perrin, Nicole Rousier (dir.), Les nouvelles frontières de l'économie urbaine, La Tour d'Aigues, Éditions de l'Aube, coll. « Monde en cours. Bibliothèque des territoires », 2005, 265 p. (ISBN 978-2-7526-0191-9)

### Ouvrages militants
- Chômeurs et précaires au cœur de la question sociale, Paris, La Dispute, 2004, 280 p. (ISBN 978-2-84303-999-7)
- Jeunes Maghrébins de France. La place refusée, Paris, L'Harmattan, coll. « Logiques sociales », 2008, 205 p. (ISBN 978-2-296-05681-7, LCCN 2008478869)
- Identité nationale. Amer Ministère. Ce qu'en disent les jeunes Franciliens, Paris, L'Harmattan, coll. « Logiques sociales », 2010, 170 p. (ISBN 978-2-296-10839-4) (préface d'Emmanuel Terray)
- Michel Bourgain et Évelyne Perrin (préf. José Bové), Maire vert en banlieue populaire, Paris, Les Petits matins, 2010, 196 p. (ISBN 978-2-915879-70-4, LCCN 2010421410)